# Pluteus nevadensis
A Pluteus nevadensis é uma espécie de fungo da família Pluteaceae. Descrita como nova para a ciência em 2010, a espécie é conhecida apenas de florestas subtropicais e de pinheiros no México, onde cresce em madeira apodrecida de pinheiro e carvalho. Os basidiomas têm píleos vermelho-alaranjados de até 3,8 cm de diâmetro com um formato que varia de cônico, convexo ou achatado, dependendo da idade. Os estipes amarelos sedosos têm até 4,5 cm de comprimento. Sua aparência é semelhante à da Pluteus aurantiorugosus, com a qual compartilha um píleo de cor laranja ou escarlate e um estipe amarelo. A P. nevadensis pode ser distinguida dessa e de outras espécies de Pluteus superficialmente semelhantes por diferenças nas características microscópicas.

## Taxonomia
A espécie foi descrita por Olivia Rodríguez em 2010 na revista Mycotaxon, com base em coletas feitas em 1991. O material do holótipo foi coletado no vulcão Colima, no município de Zapotlán el Grande, a uma altitude de 2.100 m. A espécie foi anteriormente referida a Pluteus aurantiorugosus, com a qual tem uma grande semelhança. Após um exame minucioso e a comparação das duas espécies, os autores concluíram que as diferenças na morfologia e na sequência de DNA eram suficientes para justificar a descrição de uma nova espécie.
De acordo com a classificação infragenérica de Rolf Singer do gênero Pluteus, o fungo pertence à seção Celluloderma. As espécies dessa seção têm pleurocistídios ausentes ou não metuloide. Além disso, a maioria tem uma pileipellis composta por células curtas em forma de taco ou esferopedunculadas (um tanto esféricas com um estipe), que podem ou não estar misturadas com células alongadas semelhantes a cistídios. Outras espécies de Celluloderma incluem P. romellii, P. aurantiorugosus, P. pulverulentus, P. thompsonii e P. horakianus. As análises moleculares das sequências de DNA do espaçador interno transcrito apoiam a classificação de P. nevadensis em Celluloderma e sugerem ainda que ela faz parte do grupo irmão de P. horakianas. O epíteto específico nevadensis refere-se à montanha, Nevado de Colima, onde o holótipo foi coletado.

## Descrição
O píleo tem de 15 a 38 mm de diâmetro, é cônico quando jovem, em forma de sino a convexo ou plano-convexo quando maduro e umbonado. A margem do píleo é curvada para baixo, uniforme ou levemente erodida. A superfície vermelho-alaranjada do píleo é seca a úmida e enrugada em direção à margem, mas se suaviza à medida que se aproxima do centro. As vezes, há carne branco-amarelada sob a pileipellis. As lamelas não se prendem ao estipe, estão agrupadas, são largas e inchadas no meio e são brancas ou esbranquiçadas quando jovens e rosadas na idade. A borda da lamela é flocosa (com tufos semelhantes a lã) ou franjada e esbranquiçada. O estipe, que está centralmente preso ao píleo, mede de 6 a 45 mm por 2 a 6 mm e tem largura aproximadamente igual em toda a extensão; é liso a levemente fibriloso (coberto por fibras ou filamentos pequenos e finos), sedoso e oco. A cor é amarela ou amarelada perto do topo e laranja escuro ou com tons alaranjados em direção à base. A base do estipe é coberta por micélios esbranquiçados e cotonosos. A carne do píleo tem 1 mm ou mais de espessura no centro e é esbranquiçada. O tecido do estipe é amarelado ou amarelo-ouro. Os basidiomas não têm sabor ou odor característicos.

### Características microscópicas
A cor da esporada é marrom-rosada. Os esporos lisos medem de 5,5 a 7 por 4,5 a 6,5 μm, com formato aproximadamente esférico a amplamente elipsoide. Suas paredes são finas a ligeiramente espessas e quase translúcidas. Os basídios (células portadoras de esporos no himênio) têm de 22 a 29 por 6,5 a 7,5 μm (incluindo os esterigmas), são em forma de taco e têm quatro esporos; têm conteúdo refringente e são hialinos (translúcidos). Os pleurocistídios (cistídios na face da lamela) têm 41,8 a 75 por 11,8 a 24 μm, são frequentes, dispersos e em forma de frasco com pescoços curtos ou alongados. Alguns pleurocistídios são um tanto fusiformes (afilados em cada extremidade) ou um tanto utriformes (em forma de garrafa), de paredes finas e hialinos. Os queilocistídios (cistídios na borda da lamela) têm de 32 a 55 por 10 a 18,5 μm, são aglomerados e têm formato de taco. Alguns são utriformes, aproximadamente cilíndricos ou em forma de ovo, com paredes finas e hialinos. O tecido lamelar é convergente, o que significa que as hifas parecem convergir para o centro do tecido. A pileipellis é composta por células em forma de taco ou esferopedunculadas que medem 25,6-60 por 13,6-31,2 μm. Essas células normalmente têm um pedicelo longo (talo) com uma parede fina ou ligeiramente espessa e são hialinas. A espécie não possui hifas oleíferas (com conteúdo semelhante a óleo) nem fíbulas.

### Espécies semelhantes
A Pluteus aurantiorugosus é muito semelhante à P. nevadensis na aparência externa, e as duas só podem ser distinguidas de forma confiável por características microscópicas ou sequência de DNA. Em contraste com a última espécie, a primeira tem esporos oblongos e cistídios mais curtos e menos delgados. A P. aurantiorugosus é amplamente distribuída no Hemisfério Norte, mas é rara.
A espécie Pluteus horakianus compartilha com a P. nevadensis um basidioma frágil, um píleo vermelho e morfologia cistídica semelhante. Ela se diferencia pelas bordas das lamelas vermelho-alaranjadas, estipe vermelho e células da pileipellis que contêm pigmento. Outras espécies com aparência mais ou menos semelhante, incluindo P. aurantiopustulatus, P. aurantipes, P. flammipes, P. laetifrons e P. laetus, podem ser distinguidas por diferenças nas características microscópicas.

## Habitat e distribuição
A Pluteus nevadensis é conhecida apenas de florestas subtropicais e de pinheiros nos estados de Guerrero e Jalisco, no México, onde cresce na madeira apodrecida de pinheiros e carvalhos. É uma das 34 espécies de Pluteus conhecidas no México.

## Links externos
- Pluteus nevadensis em Index Fungorum